# Tělovýchovná jednota Jiskra Domažlice
Il TJ Jiskra Domažlice è una società calcistica ceca con sede nella città di Domažlice. Oggi milita nella Česka fotbalová liga, la terza divisione ceca.